# Island Games
Island Games (Ø-legene) er de olympiske lege for ø-samfund (af sponsorårsager også kaldt NatWest Island Games) of er en multisportsbegivenhed med mellem 12 og 14 sportsgrene som afholdes hvert andet år. Island Games drives af organisationen International Island Games Association (IGA). Næste Island Games afholdes på Gibraltar i 2019. Sidste Island Games blev afholdt på Gotland fra 24. til 30. juni 2017. To ø-samfund i den danske stat deltager i Island Games: Færøerne og Grønland. Færøerne vandt legene i Island Games 2009 på Åland med 34 guld, 23 sølv og 24 bronze medaljer. Legene blev første gang afholdt i 1985 på Isle of Man. Færøerne var vært for Island Games i 1989. Andre øer eller øgrupper i de nordiske lande udover Færøerne og Grønland er Åland, som er en del af Finland, Gotland som er en ø i Sverige og de norske øer Hitra og Frøya.

## Medlemmer
Dagens medlemmer er Bermuda, Cayman Islands, Falklandsøerne, Færøerne, Frøya, Gibraltar, Gotland, Grønland, Guernsey, Hitra, Isle of Man, Isle of Wight, Jersey, Orkneyøerne, Menorca, Prince Edward Island, Rhodos, Saaremaa, Sark, Shetlandsøerne, Sankt Helena, Hebriderne, Ynys Môn og Åland.
Forhenværende medlemmer er: Island, Malta og Prince Edward Island.

## Værtsøer
| År   | Ø eller øgruppe | Land           |
| ---- | --------------- | -------------- |
| 1985 | Isle of Man     | Storbritannien |
| 1987 | Guernsey        | Storbritannien |
| 1989 | Færøerne        | Danmark        |
| 1991 | Åland           | Finland        |
| 1993 | Isle of Wight   | Storbritannien |
| 1995 | Gibraltar       | Storbritannien |
| 1997 | Jersey          | Storbritannien |
| 1999 | Gotland         | Sverige        |
| 2001 | Isle of Man     | Storbritannien |
| 2003 | Guernsey        | Storbritannien |
| 2005 | Shetland        | Storbritannien |
| 2007 | Rhodos          | Grækenland     |
| 2009 | Åland           | Finland        |
| 2011 | Isle of Wight   | Storbritannien |
| 2013 | Bermuda         | Storbritannien |
| 2015 | Jersey          | Storbritannien |
| 2017 | Gotland         | Sverige        |
| 2019 | Gibraltar       | Storbritannien |
| 2021 | Guernsey        | Storbritannien |

## Oversigt over vindere, sportsgrene, deltagere og værtsø
Indtil legene i 2011 havde 10 øer fra Europa været vært for legene, men i 2013 blev de for første gang spillet udenfor Europa, da Bermuda var vært.  Nedenfor ses en oversigt over ø-legene:
| År   | Vært          | Sportsgrene | Deltagende øer | Deltagende sportsfolk | Vindene ø-samfund efter medaljer |
| ---- | ------------- | ----------- | -------------- | --------------------- | -------------------------------- |
| 1985 | Isle of Man   | 07          | 15             | 700                   | Isle of Man                      |
| 1987 | Guernsey      | 09          | 18             | 1049                  | Isle of Man                      |
| 1989 | Færøerne      | 11          | 15             | 800                   | Isle of Man                      |
| 1991 | Åland         | 13          | 17             | 1500                  | Åland                            |
| 1993 | Isle of Wight | 14          | 19             | 1448                  | Jersey                           |
| 1995 | Gibraltar     | 14          | 18             | 1214                  | Jersey                           |
| 1997 | Jersey        | 14          | 20             | 2000                  | Jersey                           |
| 1999 | Gotland       | 14          | 22             | 1858                  | Gotland                          |
| 2001 | Isle of Man   | 15          | 22             | 2020                  | Jersey                           |
| 2003 | Guernsey      | 16          | 23             | 2129                  | Guernsey                         |
| 2005 | Shetland      | 15          | 24             | 1658                  | Guernsey                         |
| 2007 | Rhodos        | 15          | 25             | 2343                  | Jersey                           |
| 2009 | Åland         | 15          | 24             | 2286                  | Færøerne                         |
| 2011 | Isle of Wight | 15          | 24             | 2311                  | Guernsey                         |
| 2013 | Bermuda       | 15          | 22             | 1127                  | Isle of Man                      |
| 2015 | Jersey        | 14          | 24             | 3000                  | Jersey                           |
| 2017 | Gotland       | 14          | 23             | 3000                  | Isle of Man                      |
| 2019 | Gibraltar     |             |                |                       |                                  |

## Deltagelse
I alt 27 øer/ølande har deltaget i Island Games, af disse har elleve øer deltaget i alle Island Games legene.
| Ø/land               | Folketal | År               | Guld | Sølv | Bronze | Total |
| -------------------- | -------- | ---------------- | ---- | ---- | ------ | ----- |
| Åland                | 28,666   | 1985-            | 157  | 172  | 155    | 484   |
| Alderney             | 1.900    | 1987, 1993-      | 0    | 2    | 3      | 5     |
| Bermuda              | 64.200   | 2003-            | 88   | 80   | 99     | 267   |
| Cayman Islands       | 56.700   | 1999-            | 99   | 73   | 65     | 237   |
| Falklandsøerne       | 2.900    | 1993-            | 1    | 7    | 11     | 19    |
| Færøerne             | 49.700   | 1985-            | 243  | 187  | 194    | 624   |
| Frøya                | 4.300    | 1985-            | 1    | 1    | 2      | 4     |
| Gibraltar            | 30.000   | 1987-            | 53   | 58   | 88     | 199   |
| Gotland              | 57.200   | 1985-            | 243  | 187  | 194    | 624   |
| Grønland             | 56.000   | 1989-            | 17   | 21   | 27     | 63    |
| Guernsey             | 65.800   | 1985-            | 382  | 392  | 429    | 1,203 |
| Hitra                | 4.250    | 1985-1989, 1997- | 3    | 5    | 5      | 13    |
| Island               | 329.000  | 1985-1997        | 50   | 45   | 41     | 136   |
| Isle of Man          | 84.500   | 1985-            | 413  | 396  | 407    | 1,216 |
| Isle of Wight        | 138.400  | 1985-            | 160  | 154  | 190    | 504   |
| Jersey               | 100.000  | 1985-            | 491  | 491  | 444    | 1,426 |
| Malta                | 445.000  | 1985-1987        | 6    | 2    | 2      | 10    |
| Menorca              | 94.400   | 2007-            | 36   | 34   | 46     | 116   |
| Orkneyøerne          | 21.300   | 1985-            | 20   | 37   | 41     | 98    |
| Prince Edward Island | 140.000  | 1991-2007        | 6    | 6    | 9      | 21    |
| Rhodos               | 115.500  | 1999-2011, 2015- | 51   | 44   | 43     | 138   |
| Saaremaa             | 31.000   | 1991-            | 77   | 86   | 77     | 238   |
| St. Helena           | 4.250    | 1985-1987, 1997- | 1    | 2    | 3      | 6     |
| Sark                 | 600      | 1987-2011, 2015- | 3    | 9    | 8      | 20    |
| Shetland Islands     | 23.200   | 1985-            | 48   | 68   | 93     | 209   |
| Western Isles        | 27.400   | 2005-            | 17   | 13   | 22     | 49    |
| Anglesey             | 69.700   | 1985-            | 27   | 33   | 46     | 106   |